# Джоан Беннетт
Джоан Беннетт (англ. Joan Bennett; 27 лютого 1910 — 7 грудня 1990) — американська акторка театру, телебачення та кіно, радіоведуча. Крім численних ролей на театральній сцені, зробила успішну кінокар'єру, почавши зніматися ще з часів німого кіно. Найвідоміші кінороботи: «Жінка у вікні» (1944) і «Вулиця гріха» (1945).
У 1960-х роках Джоан Беннет досягла великого успіху на телебаченні роллю Елізабет Коллінз Стоддард в серіалі «Похмурі тіні», за яку була номінована на премію «Еммі». Останню кінороль зіграла у фільмі «Суспірія» в 1977 році (за цю роботу номінована на премію «Сатурн»).
За внесок в кіно Джоан Беннетт удостоєна зірки на Голлівудській алеї слави на Голлівуд-бульвар 6310.

## Життєпис
Народилася 27 лютого 1910 року. Сестри — Барбара і Констанс Беннетт.
Померла 7 грудня 1990 року.

## Фільмографія
- 1929: Божественна леді / The Divine Lady
- 1929: Бульдог Драммонд / Bulldog Drummond — Філліс
- 1929: Троє живих привидів / Three Live Ghosts — Роуз Гордон
- 1929: Дізраелі / Disraeli — леді Кларісса Певенсі
- 1933: Маленькі жінки / Little Women — Емі Марч
- 1936: Великі карі очі
- 1937: Вок 1938-го року / Vogues of 1938 — Венді ван Клейттерінг
- 1945: Вулиця гріха / Scarlet Street —  Кітті Марч
- 1950: Батько нареченої / Father of the Bride — Еллі Бенкс
- 1951: Маленький прибуток батька / Father's Little Dividend — Еллі Бенкс
- 1977: Суспірія / Suspiria — мадам Бланк